# Lara Croft: Relic Run
Lara Croft: Relic Run è un videogioco per smartphone iOS, Android e Windows Phone pubblicato nel 2015, sviluppato da Simultronics e distribuito da Crystal Dynamics. Il gioco, avente come protagonista Lara Croft, appartiene alla categoria degli endless run ed è un sequel di Lara Croft and the Temple of Osiris.

## Produzione
Nell'autunno del 2014 in vari forum dedicati a Tomb Raider si diffuse la notizia che la Square Enix, detentrice dei diritti del videogame, avesse registrato il marchio Lara Croft: Relic Run.
Il 13 aprile 2015 il gioco fu pubblicato per fini di indagini di mercato esclusivamente sui marketplace olandesi; il 25 maggio successivo fu reso disponibile nel resto del mondo, anche se fu annunciato ufficialmente solo tre giorni dopo in concomitanza con la prima update ufficiale.

## Trama
Lara Croft è sulle tracce di Carter Bell, suo collega/rivale che sembra misteriosamente sparito nel corso di una spedizione in Tailandia . Mentre indaga sulla sua scomparsa in un tempio abbandonato, Lara si imbatte in strani esseri metà uomo e metà Lucertola che la attaccano, e combatte addirittura contro uno spaventoso T-Rex.
Dopo aver raccolto alcuni indizi scopre che Bell non è stato rapito come credeva, ma si è recato in una città fantasma nel Sahara. Lara vi si reca a sua volta, solo per incontrare alcuni golem (guerrieri d'argilla) e affrontare perfino un'enorme Manticora, il dio Rahu. L'archeologa scopre che queste creature sono collegate tra loro da una cospirazione mondiale nella quale probabilmente Bell è rimasto invischiato.
Per venirne a capo Lara decide di recarsi in Tibet. Qui l'archeologa affronterà degli spaventosi ragni giganti, degli Yeti e un gigantesco demone (nella cultura asiatica un Oni) in grado di controllare il ghiaccio; trovando tutte le reliquie, riesce a bloccare la maledizione e a contenere tutti i nemici, ma comprende che Carter è finito suo malgrado in una cospirazione molto più grande di quanto non si pensasse.

## Modalità di gioco
Al pari di altri giochi della stessa tipologia, Relic Run prevede che Lara corra automaticamente in uno scenario generato casualmente dal sistema; il giocatore dovrà scartare a destra e sinistra, saltare oppure scivolare verso il basso per schivare gli ostacoli e le trappole o evitare di cadere nel vuoto.
Se Lara non calibra bene il salto di un ostacolo può inciampare, e per pochi istanti il giocatore perderà il suo controllo, correndo il rischio di morire.
In alcune circostanze Lara esegue anche delle spettacolari mosse di parkour, che a volte servono a scoprire percorsi segreti o alternativi.
Se Lara rimane in vita abbastanza a lungo, potrà affrontare delle sezioni di guida a bordo di un Quad Bike (in Tailandia), di una motocicletta (nel Sahara), o di una Motoslitta (in Tibet) che prevedono un gameplay accelerato e degli ostacoli particolareggiati.
Lara affronterà anche delle sessioni di combattimento nel corso delle quali correrà autonomamente mentre attorno a lei compaiono dei nemici che le lanciano addosso frecce, pietre o altri oggetti; il giocatore dovrà toccare i punti giusti dello schermo per sparare con le sue due pistole o con un'arma secondaria a scelta e uccidere i nemici o distruggere gli oggetti da loro lanciati prima che colpiscano Lara. In queste sessioni compare una barra della salute: se essa si svuota completamente Lara muore. Lara potrà inoltre sparare a casse sparse qua e là per ottenere monete, salute o munizioni, oppure a barilotti di dinamite che consentono di sconfiggere più nemici contemporaneamente.
Se il giocatore riesce a correre per un certo periodo di tempo, Lara affronta un boss: il T-Rex in Tailandia, una Manticora nel Sahara, e un Oni del Ghiaccio in Tibet. In queste sessioni Lara dovrà alternativamente sparare e deviare gli ostacoli o i proiettili scagliatile dai nemici. Se li si colpisce abbastanza volte da azzerare la loro barra dell'energia, i boss muoiono (anche se possono ricomparire se il giocatore continua a correre).
Nel corso di tutta l'avventura Lara potrà raccogliere monete o diamanti da usare per l'acquisto di power-ups; inoltre dovrà raccogliere alcuni indizi sparsi per tutto l'ambiente di gioco. Quando ne avrà raccolti abbastanza da riempire un apposito indicatore, potrà raccogliere una reliquia, che dà informazioni sullo svolgimento della trama. Per sbloccare nuovi livelli Lara deve raccogliere abbastanza reliquie.
Il giocatore guadagna inoltre alcuni punti:  più Lara corre, uccide nemici o esegue correttamente delle azioni, maggiore sarà il punteggio ottenuto.
Eseguendo alcune azioni o raccogliendo un certo numero di oggetti il giocatore potrà soddisfare gli obiettivi del gioco, e guadagnare punti, monete o diamanti.
L'aggiornamento del 14 ottobre 2015 ha comportato delle notevoli variazioni al gameplay: oltre ad aggiungere una terza location (Himalaya), tutti i livelli sono stati suddivisi in quaranta mini-livelli ciascuno con un proprio obiettivo (correre un determinato numero di metri, raccogliere monete, trovare reliquie, eliminare nemici ecc.). Il giocatore può proseguire nel gioco solo dopo aver soddisfatto gli obiettivi di ciascun mini-livello. La modalità endless run sarà disponibile solo dopo aver completato i primi venti mini-livelli di una singola location.

### Livelli del gioco
- Jungle Temple (Cambogia/Tailandia): disponibile immediatamente col download del gioco.
  - Nemici: Nāga
  - Boss: T-Rex
  - Veicolo: Quad-bike, rampino
- Desert Ruins (Sahara): sbloccabile raccogliendo 15 reliquie in Jungle Temple.
  - Nemici: Golem
  - Boss: Rahu (Manticora)
  - Veicolo: Motocicletta
- Mountain Pass (Himalaya): sbloccabile completando i primi venti mini-livelli delle due precedenti locations [2].
  - Nemici: Yeti, Ragni di Ghiaccio
  - Boss: Oni, Ragno di Ghiaccio Gigante
  - Veicolo: Motoslitta

## Collezionabili e power-up

### Collezionabili
Nel corso del gioco Lara può raccogliere alcuni collezionabili che serviranno al giocatore per sbloccare dei power-ups o progredire nel gioco. Il giocatore può spendere le monete trovate nel corso della partita per potenziarli e aumentare la loro durata e/o la frequenza con cui appaiono. Essi sono:
- Monete: servono principalmente per acquistare power-ups consumabili. Possono essere di bronzo, d'argento (dal valore doppio) o d'oro (dal valore triplo).
- Diamanti: molto più rari delle monete, servono per acquistare outfits, armi e gli ankh di risurrezione.
- Indizi: rappresentati da una lente d'ingrandimento, ne è richiesto un certo numero per trovare le reliquie; ogni volta che si riempirà l'apposito indicatore, sarà possibile trovare e raccogliere la reliquia.
- Reliquie: preziose testimonianze di antiche civiltà, sono 20 per ciascun livello. Raccogliendole Lara potrà avere informazioni su Carter Bell e sbloccare nuovi livelli.
- Potenziatore di indizi: per un certo periodo di tempo, ogni indizio trovato dal giocatore avrà un valore più alto e riempirà più velocemente l'indicatore apposito.
- Calamita: per un certo tempo Lara non avrà bisogno di correre sulle monete che incontra lungo il percorso per raccoglierle, ma saranno raccolte automaticamente tutte quelle presenti sulla schermata, anche se distanti da lei.
- 5x: aumenta di cinque volte il punteggio ottenuto.
- Munizioni: aumenta il numero di munizioni disponibili per l'arma secondaria.

### Power-up
I power-up aiutano Lara a sopravvivere nel corso della sua avventura. Essi possono essere consumabili oppure outfits o armi; si possono acquistare prima che Lara cominci a correre selezionando l'apposita icona nel menu principale. Ciascuno di essi può essere potenziato nella frequenza d'apparizione o nell'efficacia utilizzando monete e diamanti.
I power-up consumabili sono:
- Ankh di resurrezione: serve a riportare in vita Lara quando muore. Ha un costo di 5 diamanti e ad ogni resurrezione consecutiva ne viene chiesto un numero maggiore.
- Pettorina in kevlar: assorbe i danni causati dai nemici e funziona come una vera e propria seconda barra della salute.
- Munizioni extra: più munizioni per l'arma secondaria.
- Punta d'acciaio: aiuta Lara a riprendere più velocemente l'equilibrio quando inciampa.
- Medipack: ripristina il 50% della salute quando si sta per morire in combattimento.
- Vantaggio: Una volta acquistato lo si può utilizzare a inizio corsa per far correre automaticamente a Lara un certo numero di metri. Non è potenziabile.
- Raddoppia Monete: oggetto acquistabile a pagamento e non potenziabile, raddoppia automaticamente il numero di monete raccolte in una corsa.

### Armi
Lara può inoltre acquistare una serie di armi, anche se può portarne con sé solo una (assieme alle sue pistole) da selezionare prima della partita. Tutte le armi sono potenziabili con le monete o i diamanti.
Le armi sono:
- Balestra
- Fucile a pompa
- Doppia Mitraglietta
- Fucile d'assalto
- Lanciagranate
- Mitragliatore

### Outfit
Lara può potenziare la sua tenuta standard o acquistarne altre da indossare nella sua avventura. Ciascun costume ha delle sue caratteristiche che aiutano il giocatore nella sua impresa e sono potenziabili con gemme e monete.
Gli outfit sono:
- Completo Classico il completo classico di Lara indossato in quasi tutti i giochi della serie, con pantaloncini, body verde acqua, stivali, zainetto marrone e treccia al posto della coda da cavallo.
- Tenuta da spia: tuta in lattice nera con occhiali da sole simile a quella indossata in Tomb Raider: Chronicles, aiuta Lara a essere meno colpita dai nemici.
- Pilota bombardiere: giubbetto di pelle e pantaloni lunghi. Comporta la maggior capacità di trovare indizi.
- Tenuta da motociclista: Pantaloni lunghi neri, T-Shirt bianca e giacca da motociclista nera e rossa (come in un livello di Tomb Raider Legend) consente a Lara una maggior durata nell'utilizzo dei veicoli e più punteggio.

## Requisiti minimi
- Android: 
  - Samsung Galaxy S4 o simile/migliore;
  - Android 2.3 o maggiore;
  - 87 MB di spazio disponibile
- iOS: 
  - iPhone 4 o più recente;
  - 138 MB di spazio disponibile
- Windows 8 Phone 
  - Windows Phone 8 o 8.1
  - 67 MB di spazio disponibile[3].

## Sequel
Il 27 agosto 2015 sui marketplace per smartphone è stato pubblicato Lara Croft GO, videogioco strategico a turni afferente al medesimo universo narrativo degli spin-off di Tomb Raider. Il gioco non ha legami narrativi con Relic Run o gli altri episodi della serie e non è un free-to-play.